# Pollichthys mauli
Pollichthys mauli ist ein kleiner Tiefseefisch aus der Ordnung Maulstachler (Stomiiformes), der in tropischen und subtropischen Bereichen von Atlantik, Indischem Ozean und westlichen Pazifik weit verbreitet ist. Er hält sich dort tagsüber in Tiefen von 200 bis 600 Metern auf und steigt nachts zum Fressen näher zur Oberfläche (100 bis 200 Meter). Pollichthys mauli ernährt sich vor allem von kleinen Krebstieren.

## Merkmale
Pollichthys mauli hat einen schlanken, langgestreckten Körper und erreicht eine Standardlänge von 6 Zentimeter. Der Rücken ist dunkel, die Körperseiten sind silbrig. Die Augen sind normal entwickelt. Auf der Prämaxillare stehen die Zähne in einer Reihe. Der Gaumen kann bezahnt oder unbezahnt sein, die Zunge ist bezahnt. Die Basis der Afterflosse ist doppelt so lang wie die Basis der Rückenflosse. Die Afterflossenbasis beginnt unterhalb der Mitte der Rückenflossenbasis oder leicht davor. Die Bauchflossen stehen deutlich vor dem Ansatz der Rückenflosse. Der Körper ist mit Leuchtorganen ausgestattet, die sich auch am Istmus befinden.
Morphometrie:
- Flossenformel: Dorsale 10–12, Anale 22–30, Pectorale 8, Ventrale 6–7.
- Branchiostegalstrahlen: 11–12.
- Wirbel: 43–44.

## Systematik
Die Fischart wurde 1953 durch den belgischen Ichthyologen Max Poll als Yarrella mauli erstmals wissenschaftlich beschrieben und zu Ehren des deutschen Zoologen Günther Maul benannt. Die Gattung Pollichthys wurde 1959 eingeführt und nach Max Poll benannt. Sie ist monotypisch geblieben. Pollichthys mauli wurde 1974 durch den US-amerikanischen Ichthyologen Stanley H. Weitzman in die Familie der Leuchtfische (Phosichthyidae) gestellt, für die jedoch keine morphologischen Apomorphien angegeben wurden und die sich in morphologischen Untersuchungen als Paraphylum herausgestellt hat. Pollichthys mauli wurde deshalb Anfang 2025 in die Familie Stomiidae verschoben.